# 祖父江里奈
祖父江里奈（そぶえ りな、1984年7月14日 - ）は、テレビ東京所属のテレビプロデューサー。岐阜県出身。一橋大学社会学部卒業。
高校・大学と演劇活動を行っていた。2008年入社。10年間のバラエティ番組担当を経て、2018年に制作局ドラマ制作部（現：制作局ドラマ室）に異動。女性の性や生きづらさを主題とするテレビドラマを多く手がける。

## 担当番組

### バラエティ番組
- おしゃべりオジサンと怒れる女
- モヤモヤさまぁ～ず2
- YOUは何しに日本へ?
- 占いなんて信じない

### テレビドラマ
- セーラーゾンビ
- 甲殻不動戦記 ロボサン - チーフプロデューサー
- ウレロ☆無限大少女 - アシスタントプロデューサー
- よつば銀行 原島浩美がモノ申す!〜この女に賭けろ〜[9]
- きのう何食べた?（season2ではチーフプロデューサー）
- 特命刑事 カクホの女2
- 来世ではちゃんとしますシリーズ
- だから私はメイクする
- 共演NG
- 38歳バツイチ独身女がマッチングアプリをやってみた結果日記
- 声優探偵
- 生きるとか死ぬとか父親とか
- シジュウカラ - チーフプロデューサー
- 孤独のグルメ - チーフプロデューサー（2021年末以降）
- しろめし修行僧 - チーフプロデューサー
- 嫌われ監察官 音無一六（連続ドラマ版）
- 雪女と蟹を食う - チーフプロデューサー
- 運命警察
- 今夜すきやきだよ
- 弁護士ソドム
- シガテラ - チーフプロデューサー
- 初恋、ざらり - チーフプロデューサー
- ブラックガールズトーク
- 闇バイト家族 - チーフプロデューサー
- 君が獣になる前に - チーフプロデューサー
- 生きとし生けるもの
- 夫の家庭を壊すまで
- 財閥復讐〜兄嫁になった元嫁へ〜 - チーフプロデューサー
- 家政婦クロミは腐った家族を許さない - チーフプロデューサー

## 映画
- ビッチ（2013年） - 監督[10]
- 劇映画 孤独のグルメ（2025年） - チーフプロデューサー

## 出演番組
- 考えすぎちゃん
- 澤本・権八のすぐに終わりますから。（TOKYO FM、2021年5月10日・17日・24日）
- ファーストサマーウイカのオールナイトニッポン0(ZERO)（2021年8月9日）
- 嫌われ監察官 音無一六 第4話（2022年5月27日）
- 運命警察 第8話（2022年8月31日）
- 伊集院光&佐久間宣行の勝手にテレ東批評（2024年9月14日）

## エピソード
2022年10月31日に新宿で泥酔し、路上で嘔吐しつつ自宅近くで行き倒れていたところ、面識もなく偶然通りかかっただけ（自宅もお互い近所で早朝ジョギング中）のK1選手の哲志に紳士的に介抱されて自宅まで送り届けられた武勇伝を持つ。その事件を祖父江の会社の先輩にあたる佐久間宣行がいくつかのテレビ・ラジオで紹介した経緯もあって、2023年8月19日放送のオールナイトフジコに哲志選手が出演した。祖父江本人もTwitterでお礼かたがた「一生推します」と宣言している。